# Debreceni VSC
Debreceni Vasutas Sport Club (Debreceni VSC, DVSC) – węgierski klub piłkarski, mający siedzibę w mieście Debreczyn, we wschodniej części kraju. Obecnie występuje w Nemzeti Bajnokság I.

## Historia
Chronologia nazw:
- 1902: Egyetértés Football Club
- 1912: Debreczeni Vasutas Sport-Club
- 1948: Debreceni Vasutas Sport Egyesület (VSE)
- 1949: Debreceni Lokomotív SK
- 1955: Debreceni Törekvés
- 1957: Debreceni Vasutas Sport Club (VSC)
- 1979: Debreceni Munkás Vasutas Sport Club (fuzja z Debreceni MTE)
- 1989: Debreceni Vasutas Sport Club (VSC)

Klub piłkarski Egyetértés Football Club został założony 12 marca 1902 roku.

## Osiągnięcia
- Mistrzostwo Węgier (7 razy): 2004/05, 2005/06, 2006/07, 2008/09, 2009/10, 2011/12, 2013/14
- Wicemistrzostwo Węgier: 2007/08
- III miejsce (5 razy): 1994/95, 2002/03, 2003/04, 2015/16, 2018/19
- Puchar Węgier (6 razy): 1998/99, 2000/01, 2007/08, 2009/10, 2011/12, 2012/13
- Finał Pucharu Węgier (2 razy): 2002/03, 2006/07
- Superpuchar Węgier (3 razy): 2005, 2006, 2007
- Finał Superpucharu Węgier: 2008
- Faza grupowa Ligi Mistrzów: 2009/2010
- 47 sezonów w lidze na 109: 1943/44 - 47/48, j49/50, 60/61, 62/63-64, 79/80-82/83, 84/85-87/88, 89/90-90/91, 93/94-19/20

## Skład na sezon 2019/2020
Stan na 8 lutego 2020:
| Nr | Poz. | Piłkarz                 |
| -- | ---- | ----------------------- |
| 1  | BR   | Ołeksandr Nad´          |
| 2  | OB   | Ákos Kinyik             |
| 3  | OB   | Csaba Szatmári          |
| 5  | OB   | Bence Pávkovics         |
| 6  | OB   | Balázs Bényei           |
| 8  | PO   | Dániel Tőzsér (kapitan) |
| 10 | PO   | Luka Milunović          |
| 11 | OB   | János Ferenczi          |
| 15 | OB   | Szabolcs Barna          |
| 16 | PO   | Ádám Pintér             |
| 18 | PO   | Attila Haris            |
| 19 | OB   | Jurij Habowda           |
| 21 | PO   | Kevin Varga             |
| 23 | NA   | Dániel Bereczki         |

| Nr | Poz. | Piłkarz         |
| -- | ---- | --------------- |
| 25 | NA   | Tunde Adeniji   |
| 26 | PO   | Alex Damásdi    |
| 27 | PO   | Ádám Bódi       |
| 29 | OB   | Erik Kusnyír    |
| 31 | PO   | Zsombor Bévárdi |
| 33 | PO   | Richárd Csősz   |
| 42 | BR   | Alex Hrabina    |
| 65 | NA   | Norbert Kundrák |
| 71 | OB   | Csaba Belényesi |
| 77 | PO   | Péter Baráth    |
| 86 | BR   | Tomáš Košický   |
| 88 | NA   | Márk Szécsi     |
| 92 | NA   | Nikola Trujić   |
| 99 | NA   | Haruna Garba    |